# Knautia mauritanica
Knautia mauritanica är en tvåhjärtbladig växtart som beskrevs av Auguste Nicolas Pomel. Knautia mauritanica ingår i släktet åkerväddar, och familjen Dipsacaceae. Inga underarter finns listade i Catalogue of Life.